# Pogonorhinella
Pogonorhinella is een geslacht van halfvleugeligen uit de familie schuimcicaden (Cercopidae). De wetenschappelijke naam van dit geslacht is voor het eerst geldig gepubliceerd in 1910 door Schmidt.

## Soorten
Het geslacht Pogonorhinella  is monotypisch en omvat slechts de volgende soort:
- Pogonorhinella madagascariensis Schmidt, 1910